# 馬赫諾湖

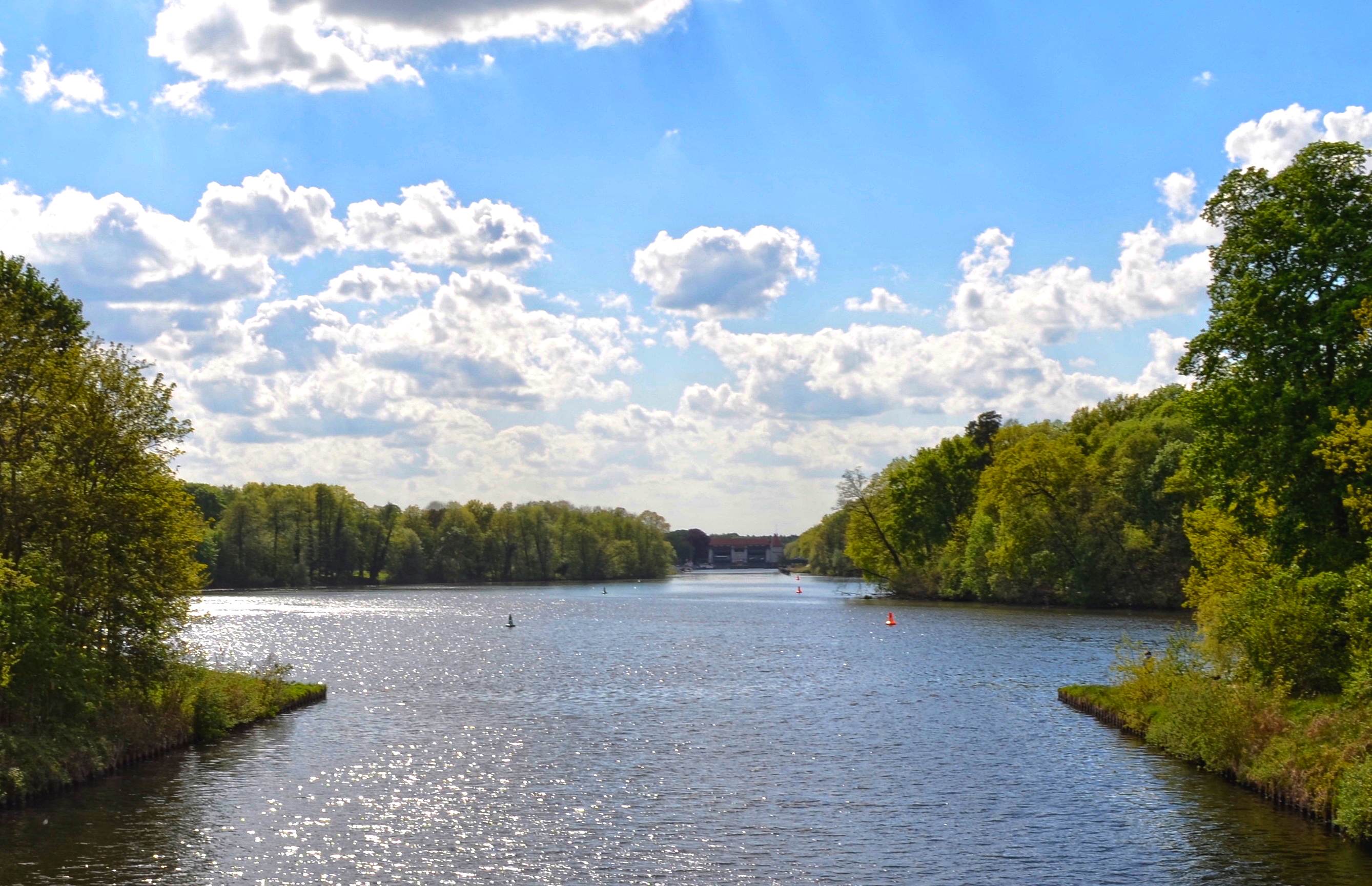

52°23′51″N 13°13′17″E / 52.3974707°N 13.2213804°E
馬赫諾湖（德語：Machnower See），是德國的湖泊，位於該國西南部，由勃蘭登堡州負責管轄，處於施泰格利茨-采倫多夫，距離首都柏林27公里，長1公里、寬0.2公里，最大水深4米。